# Nako Motohashi
Nako Motohashi (jap. 本橋菜子; ur. 10 października 1993 w Asace) – japońska koszykarka, wicemistrzyni olimpijska i mistrzyni Azji.

## Kariera reprezentacyjna
Zadebiutowała w barwach japońskich podczas Mistrzostw Świata 2018. Z reprezentacją Japonii zwyciężyła na Mistrzostwach Azji 2019, indywidualnie zostając MVP turnieju.
Wzięła udział w igrzyskach olimpijskich w Tokio w 2021, gdzie Japonki wywalczyły srebrny medal.